# 25.ª Avenida Suroeste
La 25.ª Avenida Suroeste (Vigesimoquinta Avenida Suroeste) es una avenida de recorrido mixto en el cuadrante suroeste de la ciudad de Managua, Nicaragua. Su trazado es clave para conectar áreas urbanas densamente pobladas con sectores rurales como la comarca Pochocuape.

## Trazado
El primer segmento de la avenida inicia desde la intersección con la 4.ª Calle Suroeste, avanzando en dirección sur, cruzando la importante arteria Pista Juan Pablo II. Posteriormente, continúa a través del barrio San Judas, intersectando con la 45.ª Calle Suroeste y extendiéndose hacia zonas más rurales. Finaliza su recorrido al sur en la 81.ª Calle Suroeste, en la comarca Pochocuape.

## Intersecciones principales
- 4.ª Calle Suroeste – Inicio del trazado en zona céntrica.
- Pista Juan Pablo II – Intersección de alto tráfico vehicular.
- 45.ª Calle Suroeste – Cruce importante en el barrio San Judas.
- 65.ª Calle Suroeste – Entrada a zonas de menor densidad.
- 81.ª Calle Suroeste – Punto final en el sector rural de Pochocuape.

## Barrios y comarcas que atraviesa
- San Judas
- Memorial Sandino
- Pochocuape

## Coordenadas
12°6′50″N 86°17′10″O / 12.11389, -86.28611